# Wojny (Biała Piska)
Wojny [ˈvɔi̯nɨ] (deutsch Woynen, 1938 bis 1945 Woinen) ist ein Dorf in der polnischen Woiwodschaft Ermland-Masuren, das zur Gmina Biała Piska (Stadt- und Landgemeinde Bialla, 1938 bis 1945 Gehlenburg) im Powiat Piski (Kreis Johannisburg) gehört.

## Geographische Lage
Wojny liegt im südlichen Osten der Woiwodschaft Ermland-Masuren, 25 Kilometer östlich der Kreisstadt Pisz (deutsch Johannisburg).

## Geschichte
Als Voyne wurde die Stelle des späteren Dorfes bereits um 1452 erwähnt, das dann jedoch erst 1471 vom Deutschen Ritterorden als Freigut mit 27 Hufen nach magdeburgischem Recht gegründet und nach 1540 als Voinen und bis 1938 als Woynen als Ort mit einer – einen Kilometer weiter östlich gelegenen – Windmühle genannt wurde.
Von 1874 bis 1945 war Woynen in den Amtsbezirk Belzonzen  (polnisch Bełcząc) eingegliedert, der – 1938 in „Amtsbezirk Großdorf (Ostpr.)“ umbenannt – zum Kreis Johannisburg im Regierungsbezirk Gumbinnen (ab 1905: Regierungsbezirk Allenstein) in der preußischen Provinz Ostpreußen gehörte.
168 Einwohner waren im Jahr 1910 in Woynen gemeldet, 1933 waren es noch 158. 
Aufgrund der Bestimmungen des Versailler Vertrags stimmte die Bevölkerung im Abstimmungsgebiet Allenstein, zu dem Woynen gehörte, am 11. Juli 1920 über die weitere staatliche Zugehörigkeit zu Ostpreußen (und damit zu Deutschland) oder den Anschluss an Polen ab. In Woynen stimmten 80 Einwohner für den Verbleib bei Ostpreußen, auf Polen entfielen keine Stimmen.
Am 3. Juni 1938 wurde die Namensschreibweise Woynens aus politisch-ideologischen Gründen der Abwehr fremdländisch erscheinender Bezeichnungen in „Woinen“ umbenannt. Die Einwohnerzahl im Jahre 1939 belief sich auf 147.
In Kriegsfolge kam das Dorf 1945 mit dem gesamten südlichen Ostpreußen zu Polen und erhielt die polnische Namensform „Wojny“. Heute ist es Sitz eines Schulzenamtes (polnisch Sołectwo) und somit eine Ortschaft im Verbund der Stadt- und Landgemeinde Biała Piska (Bialla, 1938 bis 1945 Gehlenburg) im Powiat Piski (Kreis Johannisburg), bis 1998 der Woiwodschaft Suwałki, seither der Woiwodschaft Ermland-Masuren zugehörig. Die Einwohnerzahl belief sich im Jahre 2011 auf 64.

## Religionen
Woynen war bis 1945 in die evangelische Kirche Skarzinnen in der Kirchenprovinz Ostpreußen der Kirche der Altpreußischen Union sowie in die römisch-katholische Kirche Johannisburg im Bistum Ermland eingepfarrt. Heute halten sich die evangelischen Einwohner zur Kirchengemeinde in der Stadt Biała Piska, einer Filialgemeinde der Pfarrei Pisz in der Diözese Masuren der Evangelisch-Augsburgischen Kirche in Polen. Katholischerseits gehört Wojny zur Pfarrei Skarżyn im Bistum Ełk der Römisch-katholischen Kirche in Polen.

## Verkehr
Wojny ist von Myśliki (Fröhlichen) bzw. Włosty (Wlosten, 1938 bis 1945 Flosten) aus auf Landwegen zu erreichen. 